# Medal „Za Zasługi w Umacnianiu Przyjaźni PRL-ZSRR”
Medal „Za Zasługi w Umacnianiu Przyjaźni PRL-ZSRR” – odznaczenie okresu PRL, ustanowione 14 listopada 1986 uchwałą Zarządu Głównego Towarzystwa Przyjaźni Polsko-Radzieckiej, przyznawane zasłużonym wieloletnim działaczom organizacji.

## Opis odznaki
Odznaka wykonana była jako krążek o średnicy 36 mm z pozłacanego lub srebrzonego metalu w zależności od stopnia. Pośrodku groszkowanego tła okolonego stylizowanym wieńcem u dołu znajduje się napis TPPR oraz flagi Polski i ZSRR pokryte emalią. Ponadto umieszczono promienie rozchodzące się odśrodkowo do obrzeża medalu.
Na rewersie w części środkowej umieszczono napis PRL-ZSSR z listkami dębowymi pośrodku, a wokół obrzeża napis „ZA ZASŁUGI W UMACNIANIU PRZYJAŹNI”.